# Rondo (singel)
Rondo – utwór polskiego rapera Asster, wydany 22 marca 2023 we współpracy z Malikiem Montaną, był ostatnim singlem promującym jego debiutancki album Mowa węży.
We wrześniu 2023 roku singel uzyskał certyfikat złotej płyty, a w grudniu 2024 roku – dwukrotnie platynowej płyty. Do tej pory numer zgromadził ponad 8 milionów wyświetleń w serwisie YouTube (2024) oraz prawie 14 milionów odsłuchań w serwisie Spotify (2024).

## Twórcy
- Asster, Malik Montana – słowa
- Kader – producent
- Pazzy – mix/master
- KЯIZIZ – teledysk